# 3424 Nušl
3424 Nušl là một tiểu hành tinh vành đai chính với chu kỳ quỹ đạo là 1486.0746140 ngày (4.07 năm).
Nó được phát hiện ngày 14 tháng 2 năm 1982.